# خوشه‌بند لون
خوشه‌بند لون، آلگوریتمی برای خوشه‌بندی شبکه‌های پیچیده به‌منظور کشف انجمن‌هاست. این روش را بلاندل از دانشگاه لون به منصه آورد.

## ویژگی‌ها
- کاربرد روش حریصانه در کشف خوشه‌ها
- معمولاً آلگوریتم N*logN بار تکرار می‌شود.

## روش اجرا
- هر نقطه مجموعه‌داده یک خوشه درنظر گرفته می‌شود.
- نقاط به‌صورت تصادفی به‌هم متصل می‌شوند
- هر نقطه یک خوشه به خوشه دیگری پیوند زده می‌شود.
- پودماندگی کل شبکه محاسبه می‌شود.
- چنان‌چه پودمان قدیم از پودمان جدید بیشتر باشد، تغییر خوشه بازگردانده می‌شود.
- آلگوریتم بارها تکرار می‌شود تا خوشه‌بندی با حداکثر پودماندگی شبکه حاصل شود.